# TT-Line
TT-Line – niemieckie przedsiębiorstwo armatorskie z Lubeki zarządzające flotą promów morskich kursujących na Morzu Bałtyckim pomiędzy północnymi Niemcami (Travemünde, Szlezwik-Holsztyn i Rostock, Meklemburgia-Pomorze Przednie) a południową Szwecją (Trelleborg i Helsingborg, Skania) oraz od 2014 roku między Polską (Świnoujście) a Szwecją (Trelleborg). Od 9 czerwca 2018 roku armator rozpoczął również regularne kursy pomiędzy Szwecją(Trelleborg) a Litwą (Kłajpeda). 
Firma powstała w 1962 w celu obsługi linii Travemünde – Trelleborg, a jej nazwa pochodzi od pierwszych liter nazw tych portów. Spółka jest własnością niemieckich przedsiębiorców dr Arenda Oetkera i dr Bernharda Termühlena. W 1979 roku przejęła Olau Line.
W 2023 roku firma posiada dziewięć promów:
| Nazwa jednostki     | W eskploatacji | Aktualna linia                                                          | Fotografia |
| ------------------- | -------------- | ----------------------------------------------------------------------- | ---------- |
| MF Marco Polo       | od 1992        | Travemünde - Trelleborg, Rostock - Trelleborg                           |            |
| MF Robin Hood       | od 1995        | Travemünde - Trelleborg, Klajpeda – Travemünde                          |            |
| MF Nils Dacke       | od 1995        | Świnoujście - Trelleborg                                                |            |
| MF Akka             | od 2001        | Travemünde - Trelleborg, Rostock - Trelleborg                           |            |
| MF Tinker Bell      | od 2001        | Travemünde - Trelleborg, Rostock - Trelleborg                           |            |
| MF Tom Sawyer       | od 2001        | Travemünde - Trelleborg, Rostock - Trelleborg, Klajpeda – Travemünde    |            |
| MF Huckleberry Finn | od 2002        | Travemünde - Trelleborg, Rostock - Trelleborg                           |            |
| MF Nils Holgersson  | od 2022        | Świnoujście - Trelleborg, Rostock - Trelleborg, Travemünde - Trelleborg |            |
| MF Peter Pan        | od 2023        | Świnoujście - Trelleborg, Rostock - Trelleborg, Travemünde - Trelleborg |            |